# アレクセイ・ゴーマン
アレクセイ・ヴラジミーロヴィッチ・ゴーマン（ロシア語: Алексей Владимирович Гоман、1983年9月12日 - ）は、ロシアの歌手、作曲家である。
テレビロシア(2ch)で放映された「ナロードヌィ・アルチスト（国民的歌手）コンクール」の優勝者。

## 略歴
1983年9月12日、ロシア連邦ムルマンスク市で生まれる。
9年生終了後、PTU（技術専門学校、Профессионально-техническое училище）に入学。修了後はムルマンスク国立教育大学社会文化活動学科に入学。2003年、サンクトペテルブルク国立文化芸術大学に編入。ムルマンスク市在住時はトリオを組み出場、市内で成功を収めていた。
2006年7月に、国際的な音楽祭典「ヴィーツェプスク・スラヴャンスキー・バザール」に出場、第3位を獲得した。

## ディスコグラフィー
- ルースキー・パーレニ（2004年）
- ルーチ・ソンツァ・ザラトーヴァ （2006年）
- マイ （2008年）